# Sematophyllum serandii
Sematophyllum serandii är en bladmossart som beskrevs av Brotherus 1925. Sematophyllum serandii ingår i släktet Sematophyllum och familjen Sematophyllaceae. Inga underarter finns listade i Catalogue of Life.